# Is Anybody There?
Is Anybody There? è un film del 2008 diretto da John Crowley, con protagonisti Michael Caine e Bill Milner.

## Trama
I genitori di Edward gestiscono una casa di riposo ed il ragazzino cresce così ossessionato dalla morte e dal mistero dell'aldilà. Un giorno fa la conoscenza di un nuovo inquilino, Clarence, un ex illusionista ai primi stadi di demenza senile, con il quale instaura una profonda amicizia.

## Produzione
Le riprese si sono svolte a Hastings ed a Chalfont St. Giles, ma alcune scene sono state girate anche a Folkestone e Hythe.

## Distribuzione
Il film è stato presentato il 7 settembre 2008 al Toronto International Film Festival, mentre è stato distribuito nelle sale il 17 aprile 2009 negli Stati Uniti e il 1º maggio successivo in Gran Bretagna.